# Papilio ambrax
Papilio ambrax là một loài bướm thuộc họ Papilionidae. Nó được tìm thấy ở Queensland, quần đảo Aru, Irian Jaya và Papua New Guinea.
Sải cánh dài 90–100 mm.
Ấu trùng ăn các loài Citrus, Clausena brevistyla, Limonia acidissima, Microcitrus garrawayae, Microcitrus inodora, Murraya koenigii, Zanthoxylum ailanthoides, Zanthoxylum brachyacanthum, Zanthoxylum nitidum, Zanthoxylum ovalifolium và Morinda citrifolia.

## Phụ loài
- Papilio ambrax ambrax (western Irian to Papua)
- Papilio ambrax dunali Montrouzier, 1856 (Woodlark Island)
- Papilio ambrax epirus Wallace, 1865 (Aru)
- Papilio ambrax epigius Miskin, 1876 (north-eastern bờ biển của Queensland)
- Papilio ambrax artanus Rothschild, 1908 (Mefor, Geelvink Bay)